# 罗德萨 (路易斯安那州)
罗德萨（英語：Rodessa），是美国路易斯安那州下属的一座村镇。根据2010年美国人口普查，该市有人口270人。建置上，属于“village”。